# Duende
Pour les articles homonymes, voir Duende (homonymie).

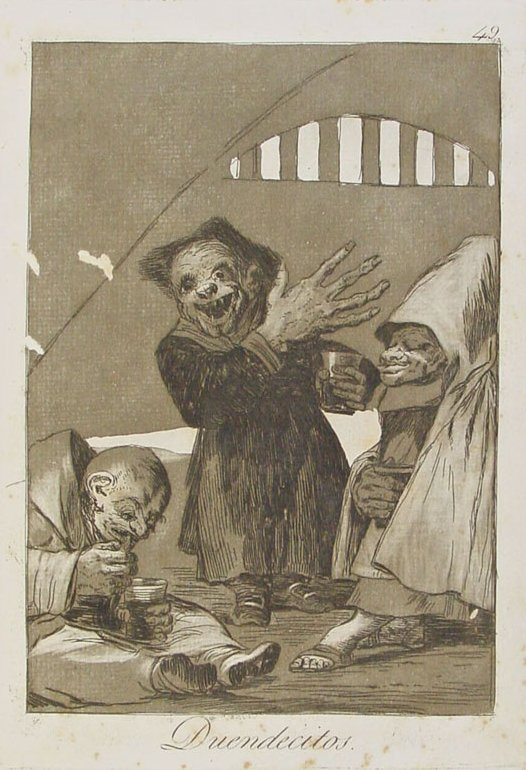
Duendecitos (en français « Petits lutins »), aquatinte, ou eau-forte de Goya (1799).

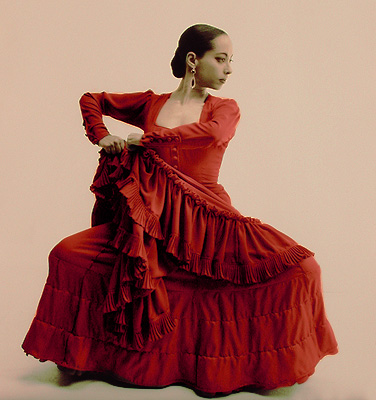
Belén Maya, dans sa « robe de gitane » couleur de muleta... (Photo de Gilles Larrain, Mai 2005). La danseuse de flamenco, rayonnant de duende, illustre bien le sens second du terme comme inspiration profonde et mystérieuse exprimant l'"âme" du flamenco...

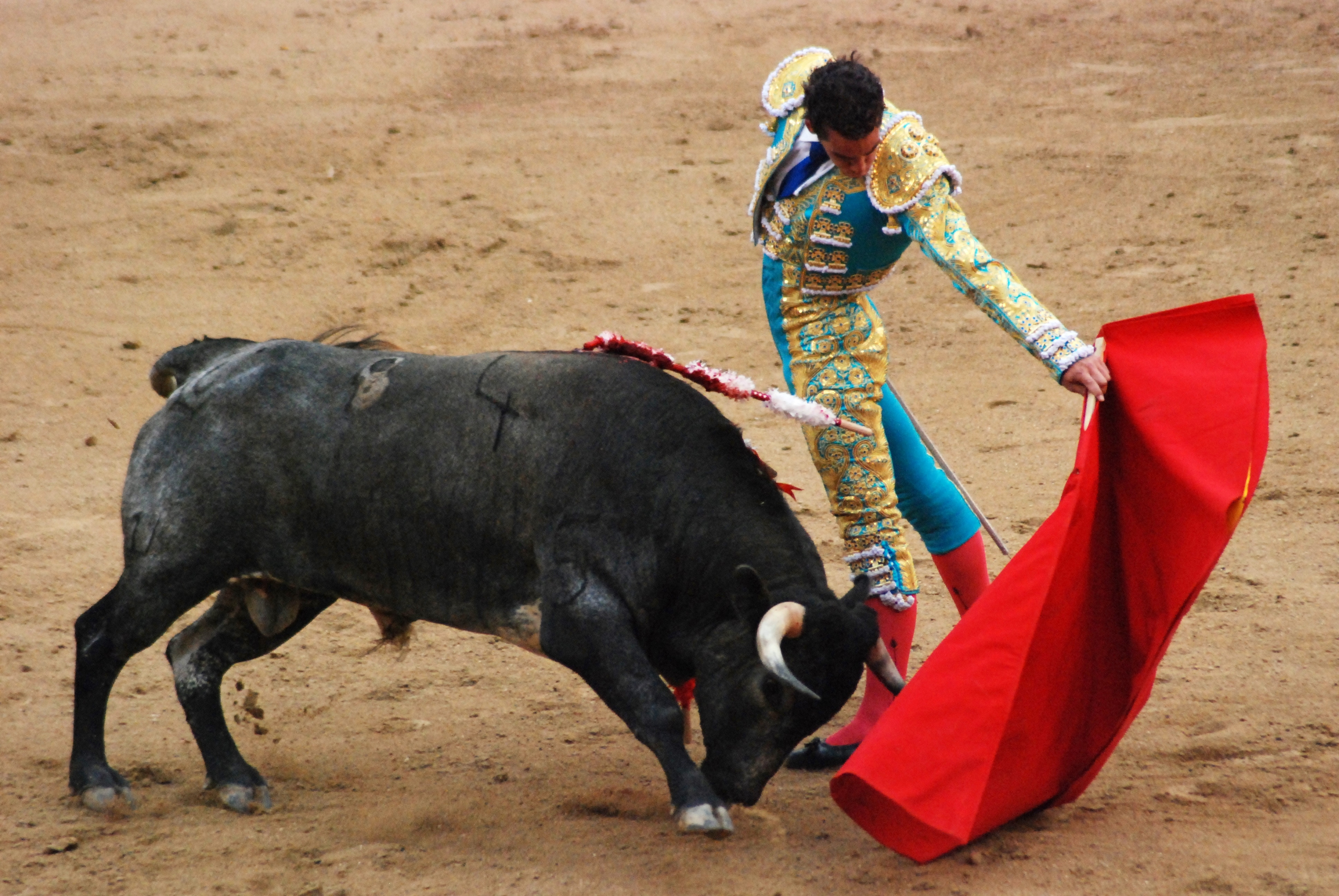
...comme certains gestes créatifs du torero expriment parfois la quintessence de l'art tauromachique, tout au moins aux yeux des afficionados de la corrida (ici : faena, passe de muleta nommée « naturelle », effectuée aux arènes de Las Ventas de Madrid). Dans ces deux cas le duende désigne comme un au-delà de la maîtrise parfaite du geste technique.

La notion de duende trouve sa source dans la culture populaire hispanique (d’abord dans les anciennes traditions relevant de la superstition domestique), comme un équivalent local et particulier de la figure mythique du lutin. Plus récemment et plus précisément, le duende appartient aujourd'hui, dans un sens différent mais dérivé de cette première acception, à l'univers du flamenco dans ses trois composantes de chant (cante), danse (baile) et musique (toque), puis de la tauromachie qui le lui a emprunté.
Le duende fait partie de ces concepts complexes, résumés dans un simple mot dont le signifié et la symbolique sont tellement riches ou particuliers dans leur langue d'origine, et dont la dimension littéraire ou philosophique est tellement surdéterminée, qu'ils ne rencontrent aucun équivalent satisfaisant dans les autres langues ; ils sont donc classés parmi les « intraduisibles » et sont généralement importés tels quels dans les autres langues, selon le procédé de l'emprunt linguistique, version pérenne de l'emprunt lexical ; ainsi par exemple le « blues », la « saudade » ou le « Dasein », ou encore en musique le « swing », le « groove », ou le « flow », ces styles, pratiques musicales (rythmiques) et poétiques, typiques du jazz et du rap.
C'est aussi le cas pour le « duende », tout au moins dans les langues française et anglaise. On ne peut donc que tenter d'en approcher, puis d'en explorer les nombreuses strates de sens. Mais, pour simplifier, on peut néanmoins dire qu'aujourd'hui le duende sert à désigner ces moments de grâce où l'artiste de flamenco, ou bien le torero, prennent tous les risques pour transcender les limites de leur art, surmultiplier leur créativité, entrer dans un état second à la rencontre d'une dimension supérieure mystérieuse, et atteindre ainsi un niveau d'expression proprement inouï, lequel procède d'une sorte de transe d'envoûtement et provoque le même enchantement chez le spectateur.
Federico García Lorca, le grand poète espagnol martyr de la première moitié du XXe siècle, a beaucoup investi ce concept en tant qu'il exprime particulièrement bien selon lui le « génie » du peuple andalou et l'âme espagnole.

## Étymologie et acceptions diverses
Le terme provient du latin dominus (« maître », « seigneur » [de la maison : domus], étymologie qu'on retrouve dans le français « dominer »), puis ‘dómnus’, forme syncopée de dominus, et enfin duen, qui donnera en espagnol le mot dueño, « maître ». Avec la même étymologie, dominus, on trouve d'ailleurs aussi en espagnol le titre honorifique de la noblesse ou de certains ordres monastiques, les mots don et doña (« dom » en français), par exemple don Juan (en français dom Juan), don Quichotte, doña Esperanza, dom Pérignon (voir l'article Don). On peut noter aussi que « le verbe latin domare (1. dompter, dresser, apprivoiser. (...) 2. vaincre, réduire, subjuguer) dérive lui aussi de domus », donc dans la même famille lexicale que dominus, et les sens dérivés de ce verbe seront implicites mais bien présents, comme on le verra, dans le large éventail du champ métaphorique ouvert par la notion de duende.
Ensuite le vocable duende dérive, au sens étymologique du terme, de l’expression : dueño de la casa, « maître de la maison », puis duen de la casa, par élision ou archaïsme. Le duende serait ainsi un « esprit fantastique qui, d’après la tradition populaire, habite dans certaines maisons, y causant perturbations et fracas divers », et viendrait taquiner malicieusement ou déranger l’intimité des foyers. Le duende donc, dans son sens commun premier en espagnol, évoque le lutin, soit un petit diable enfant, gentil et facétieux, ou parfois un vieux gnome, selon les récits traditionnels. Le terme duende peut aussi s'appliquer au restaño, « une sorte de tissu ancien d’argent ou d’or ressemblant au taffetas glacé ». Il désigne enfin un joli chardon d’Andalousie,. Ce chardon est parfois utilisé sur les murs de cloture en pisé pour rendre plus difficile leur escalade (quatrième acception du terme duende selon la Real Academia).
Au départ, pour le Dictionnaire de l'Académie royale espagnole (1732), un duende est donc le terme commun pour désigner les démons domestiques, les trasgos qui « "infestent" certaines maisons, y faisant des espiègleries et du bruit ». Le mot duende apparaît fréquemment aussi comme un synonyme de « frère » ou « curé » dans la littérature satirique espagnole de la seconde moitié du XVIIIe siècle.
Plus tard, l'Académie espagnole l'intègre comme « charme mystérieux et ineffable » et le rapporte enfin au flamenco, « el duende del cante flamenco ». Elle y reconnaît dès lors cette disposition spéciale rappelant la transe, rencontrée dans les moments de grâce du flamenco apparentés à des scènes d’envoûtement, où le génie, l'inspiration, viennent soudainement et où tout réussit sans vaine virtuosité à l'interprète musicien, chanteur ou danseur.
Issu de la mythologie populaire, le vocable de duende en vient alors à tenter d'approcher le mystère de l'inspiration.

Diverses représentations de Duendes
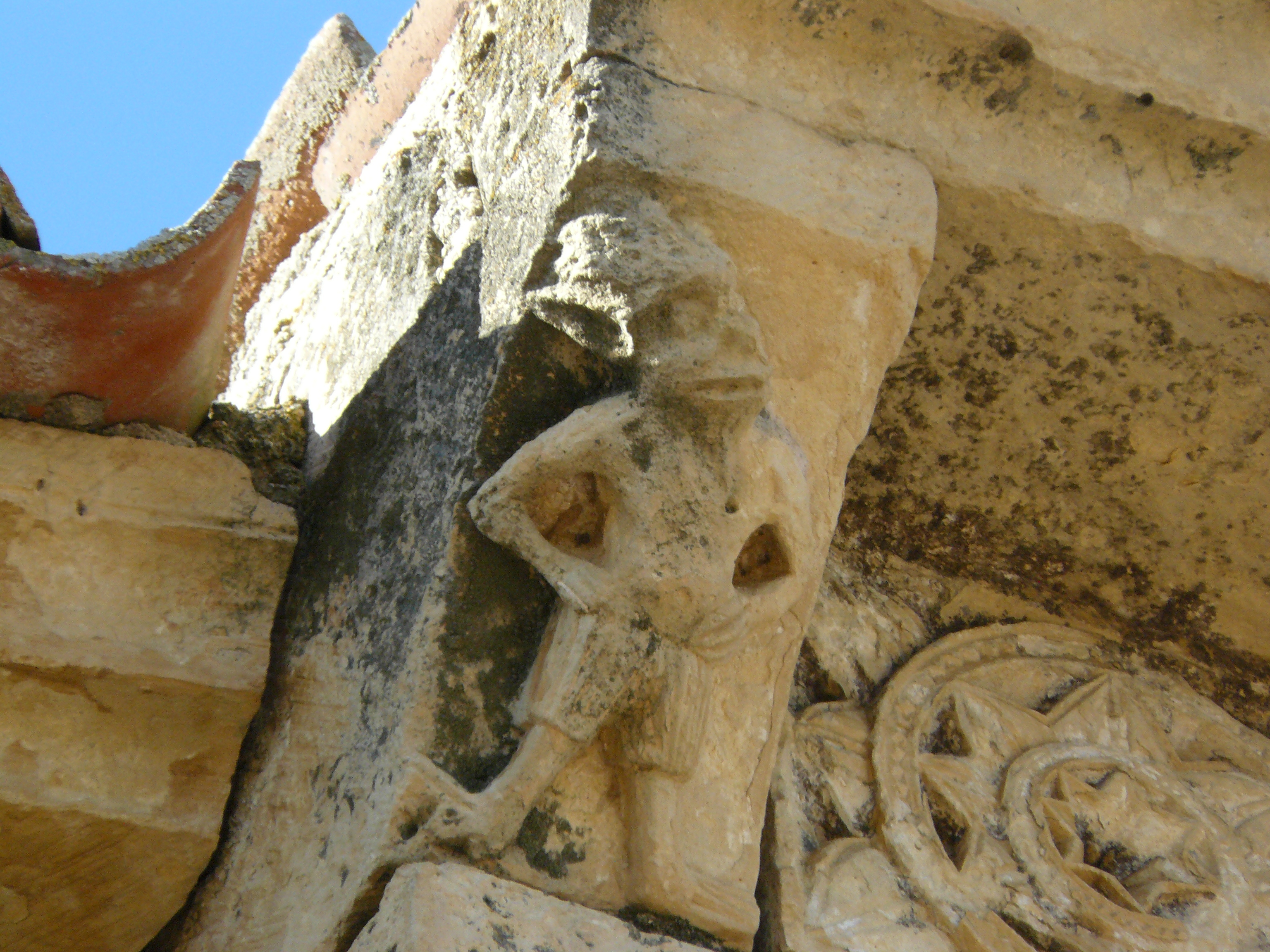
Chapiteau présentant une représentation médiévale du duende (chapelle romane San Vicente Mártir, à Pelayos del Arroyo (province de Ségovie).
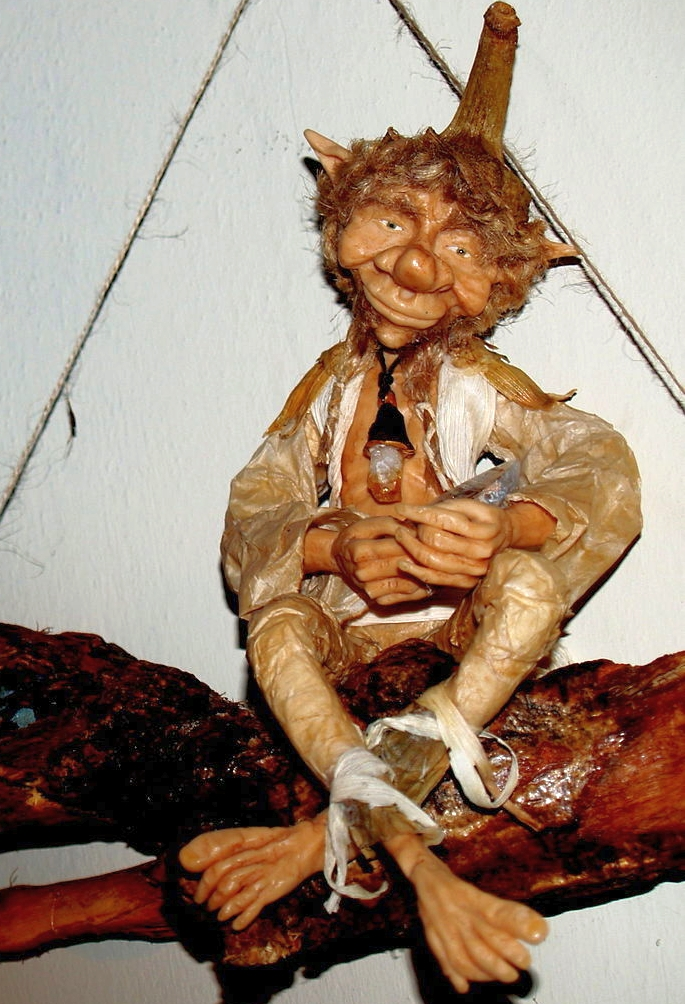
Duende, œuvre de René Mayorga (2008).
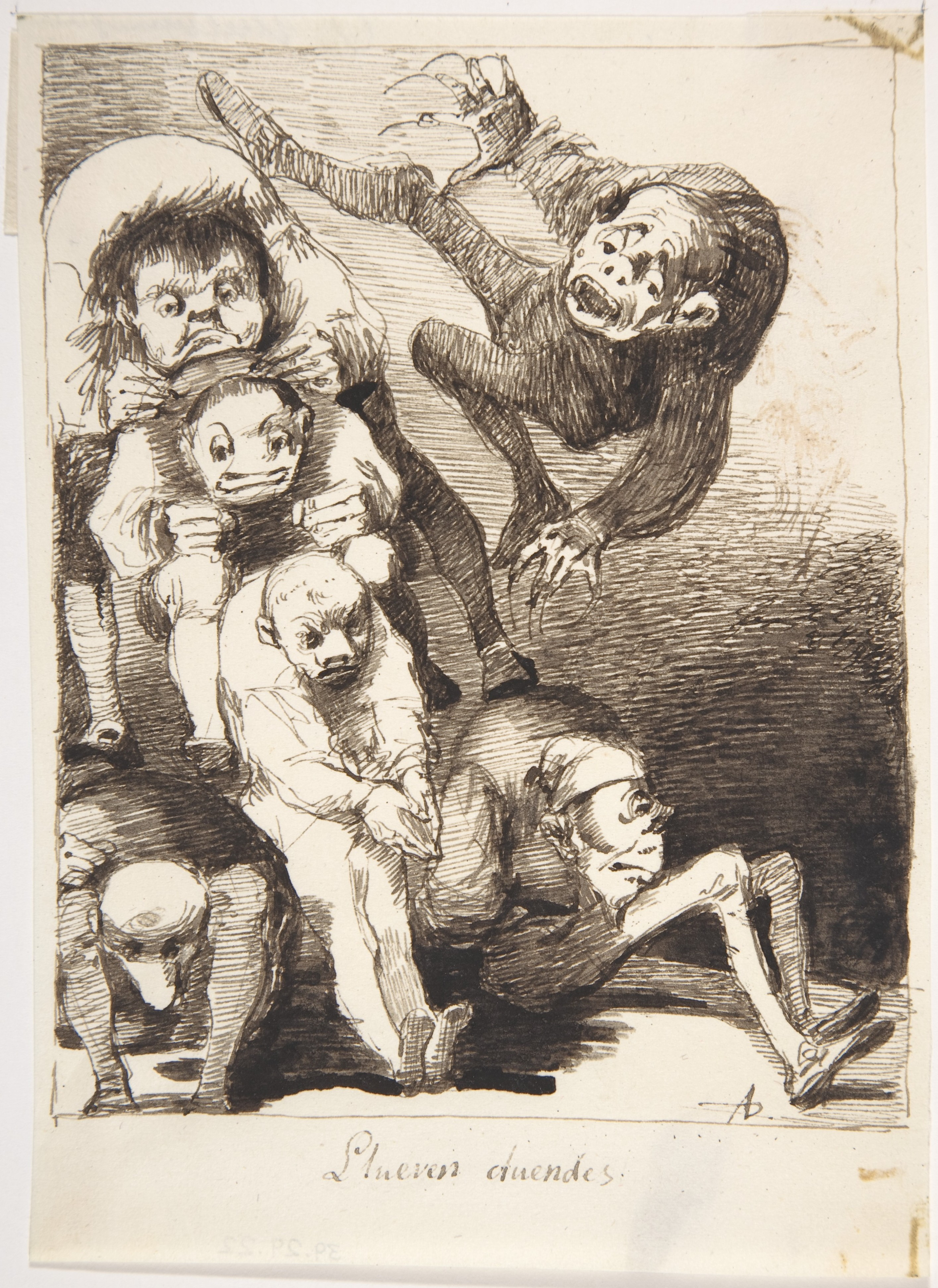
Llueven duendes (« Il pleut des duendes ») de Leonardo Alenza y Nieto (1807–1845).
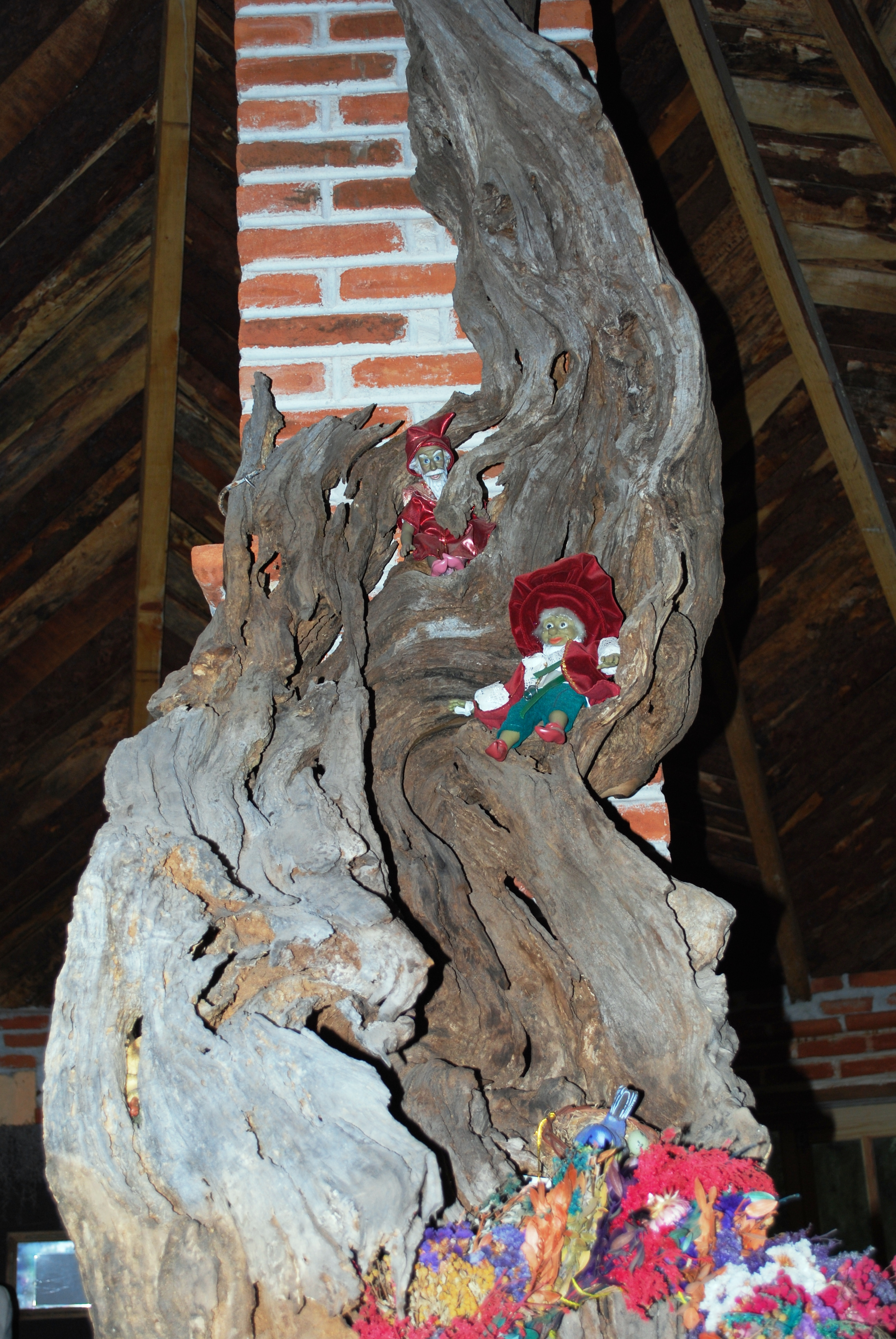
Duendes dans un tronc d'arbre, musée des Duendes à Huasca de Ocampo (Mexique).

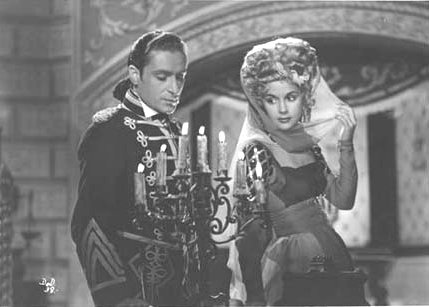
Enrique Álvarez Diosdado et Delia Garcés dans La Dama duende (1945).
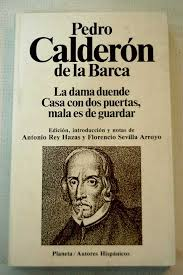
Affiche de la pièce de Pedro Calderón de la Barca.
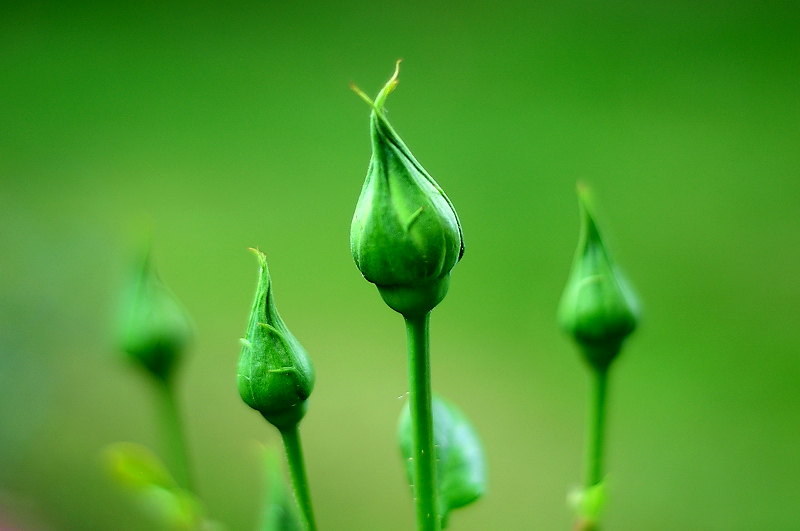
Duendes en bouton (chardon andalou).

## Présentation

### Contexte général

#### Créativité et magie

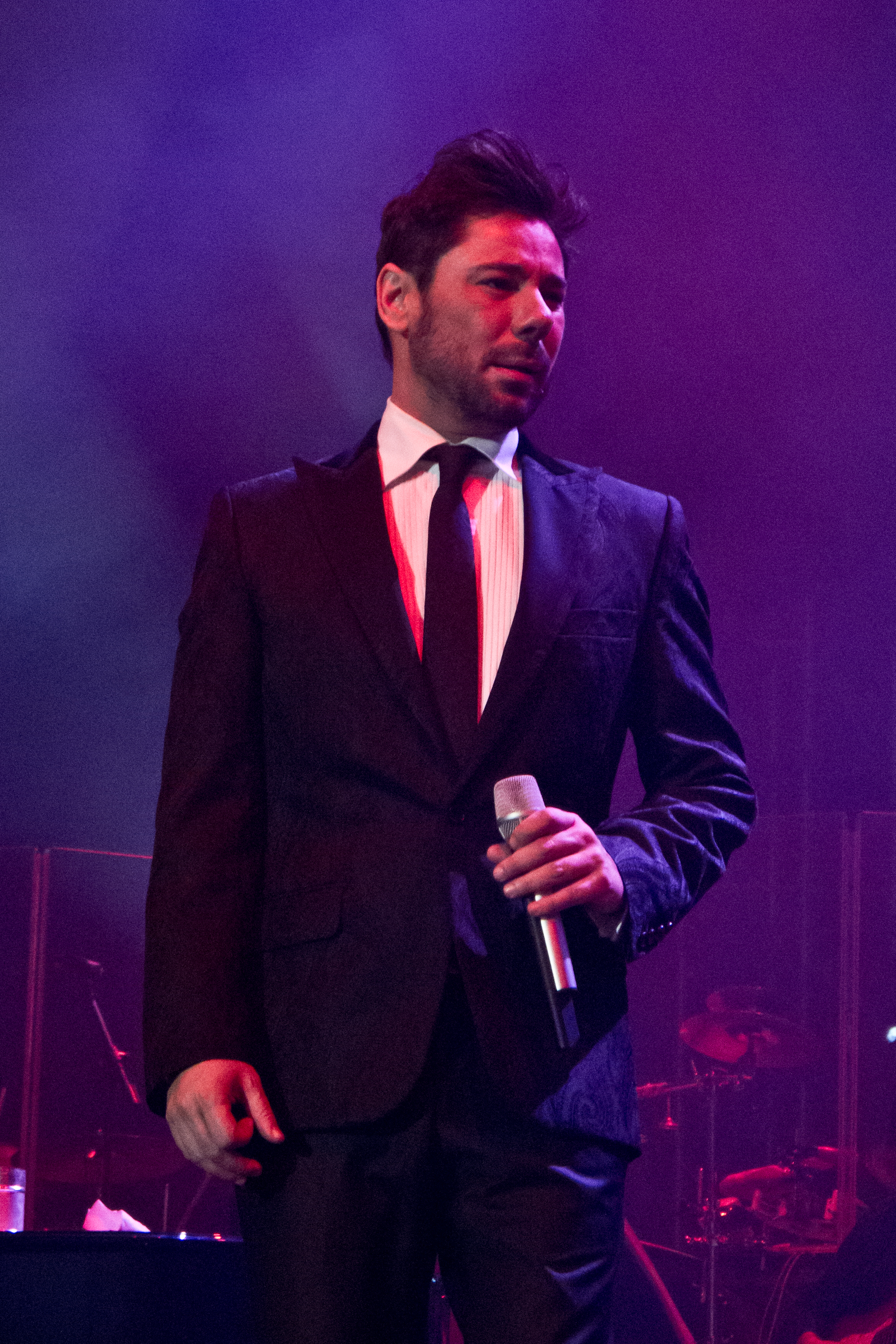
Miguel Poveda : le cantaor en 2012, au moment où monte en lui l'attente de la confrontation avec le duende du flamenco…

Le duende est une notion singulière, intraduisible, pour nommer un savoir intuitif sur l’expérience subjective. La langue anglaise (New Oxford Dictionary, 1993) et la langue française (1996, 2004) l’adoptent sans le traduire comme référent singulier de l’art inspiré par la créativité hispanique.
Le sens second du duende est donc enraciné dans la région andalouse. Toutes ses significations se rejoignent dans l’évocation d’une présence magique ou surnaturelle, une sorte de transe de possession, comme dans les traditions chamaniques d’Amérique, d’Afrique ou d’Asie, où le musicien-chaman exprime plus que lui-même et se laisse traverser par une vérité de dimension supérieure, par une entité de nature holistique qui permet la « reliance » de l’individu à l’univers : alors il expérimente concrètement son appartenance, suprêmement ressentie dans ces moments de grâce, au cosmos tout entier, ce « sentiment océanique » cher à Romain Rolland.

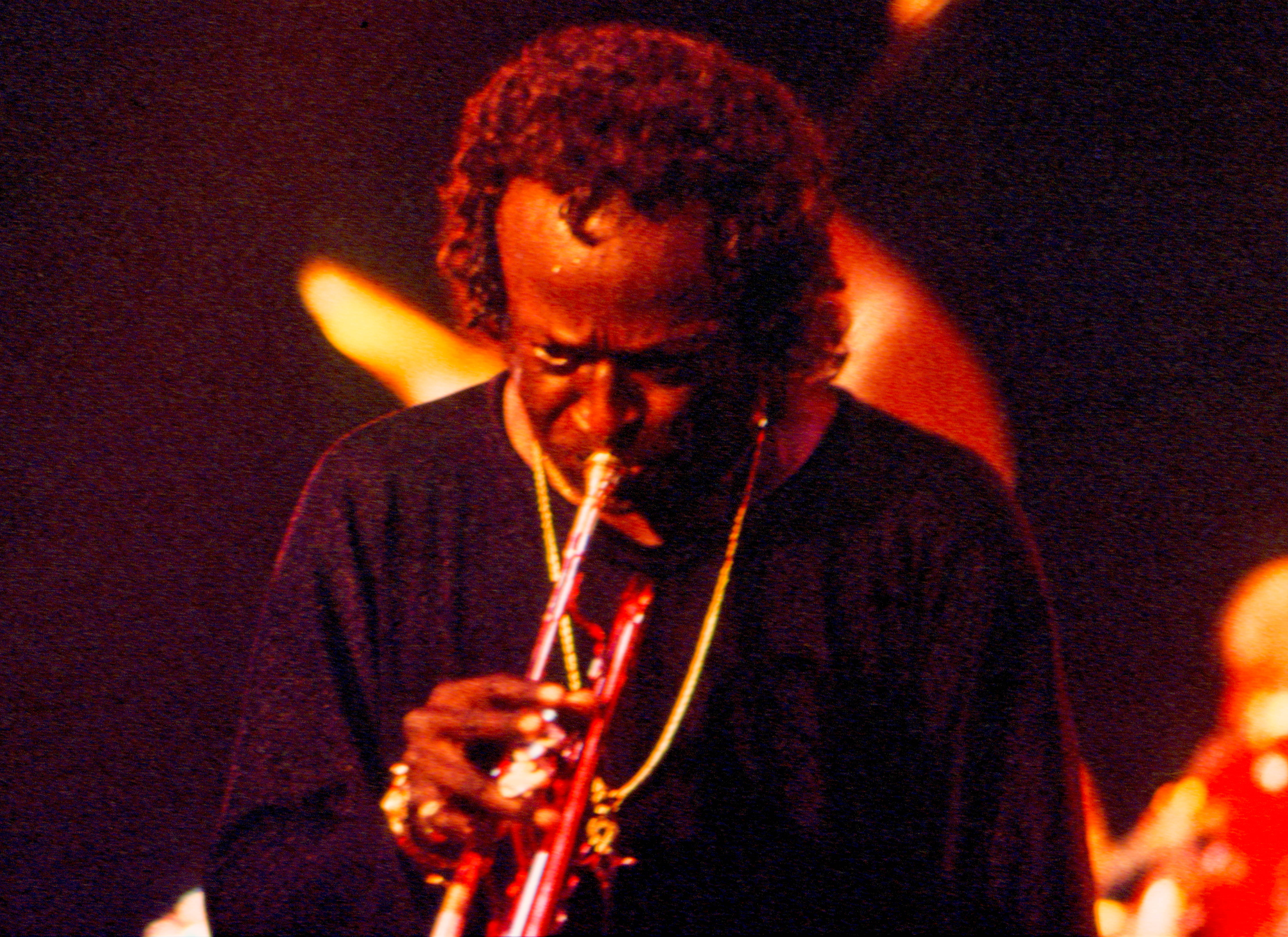
Miles Davis, qui a toujours été fasciné et inspiré par le flamenco, et dont le critique Kenneth Tynan, cité par John Szwed, déclara en 1962 « que Miles avait du duende ».

Le duende signifie donc, en flamenco comme en corrida, l'engagement (de quelqu’un qui ne triche pas avec ses émotions, pour atteindre à une expressivité extrême), mais aussi le charme, l'envoûtement, la possession spirituelle ou amoureuse. Il est parfois utilisé aujourd’hui comme synonyme emphatique et typique (monde hispanique) du feeling, c'est-à-dire de l'âme que l’artiste insuffle à son interprétation d’un morceau, d’un cante (chant) ou d’un baile (danse). Plus intériorisé en tout cas, plus spirituel et moins rythmique ou moins « sentimental » (vague à l'âme) que d’autres mots presque aussi indéfinissables que lui, comme le swing en jazz, le blues, le groove, la saudade au Portugal et au Brésil, ou encore le spleen baudelairien
Comme tous ces mots, le duende du flamenco est difficile à circonscrire intellectuellement : simplement, on le ressent quand il est présent dans une performance ; ou alors il manque cruellement, en fonction du moment ou de l’enracinement de l’impétrant, et aucun effort ne saurait le faire advenir quand même. Au sens propre du terme, le duende exprime donc un moment « magique ».
Une convergence à noter est que dans les expressions populaires on dit couramment « avoir le duende » (tener duende) comme on dit « avoir le feeling », « avoir le blues », ou « avoir le groove », ou encore « avoir le bon flow » (ou "flux" du rythme, de la diction et des rimes dans une chanson hip-hop ; voir aussi la section « Flow » de l'article consacré au Rap). En avoir ou pas semble alors un absolu difficile à acquérir ou à pallier en tout cas, et moins peut-être par un inlassable travail technique que par le « lâcher prise » mystérieux que permet une longue fréquentation de la culture dont ces concepts, ces phénomènes ou ces arts sont issus.

#### L'«au-delà» de la technique

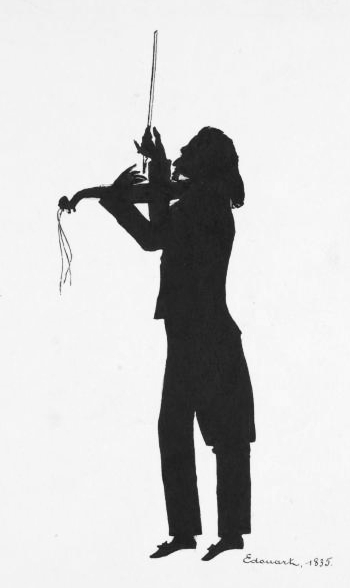
La silhouette d'elfe de Niccolò Paganini (1782-1840), peinte en 1835 par August Edouart (1789-1861), Paganini dont le talent, le magnétisme et la virtuosité exceptionnels faisaient dire à ses contemporains qu'il avait noué un pacte avec le diable (justement l'un des sens de duende) pour arriver à jouer ainsi du violon comme personne. Pour Goethe comme pour Lorca qui le cite, nul doute que Paganini possédait le duende qui le possédait...

Ainsi, dans l’imaginaire du flamenco, le duende va bien au-delà de la technique instrumentale, de la virtuosité d'exécution et de l’inspiration. Il s’agit plutôt d'une sorte de « charisme » aux deux sens, premier (biblique) et second (psycho-social), du terme : 1. charisme : «  grâce imprévisible et passagère accordée par Dieu, donnant le pouvoir temporaire de réaliser des exploits miraculeux », et aussi 2. charisme : « inspiration donnant un prestige et un ascendant extraordinaire à un chef, un artiste, un performeur ». Mais, selon Lorca, nulle recette secrète, aucun tour de passe-passe ne permet de l'obtenir à coup sûr : « pour trouver le duende, il n'existe ni carte ni exercice ». Pour tenter de le définir sans le limiter ni le circonscrire, il donne quelques exemples :

« La vieille danseuse gitane La Malena s'exclama un jour, entendant Brailowsky jouer un air de Bach : “Olé! Çà, çà a du duende !” et elle s'est ennuyée avec Gluck, Brahms et Darius Milhaud ; et Manuel Torre, qui, parmi tous ceux que j'ai connu, était l'homme qui avait dans le sang la plus grande culture, dit un jour cette phrase splendide en écoutant Falla lui-même jouer son Nocturne du Generalife : “Tout ce qui a des sons noirs a du duende”, et il n'y a pas de vérité plus assurée.  Les sons noirs sont le mystère, enraciné dans ce limon que nous connaissons tous, que nous ignorons tous, d'où nous vient tout ce qui fait la substance de l'art. “Des sons noirs”, dit cet homme du peuple espagnol qui rejoint ainsi la définition du duende que formula Goethe parlant de Paganini : “Pouvoir mystérieux que tous perçoivent et nul philosophe n'explique.” […] J'ai entendu un vieux maître guitariste dire que : “Le duende n'est pas dans la gorge, le duende monte par le dedans, depuis la plante des pieds.” C'est dire qu'il n'est pas question d'adresse mais de véritable style vivant : c'est-à-dire de sang ; c'est-à-dire de très vieille culture ; mais aussi de création en acte. »

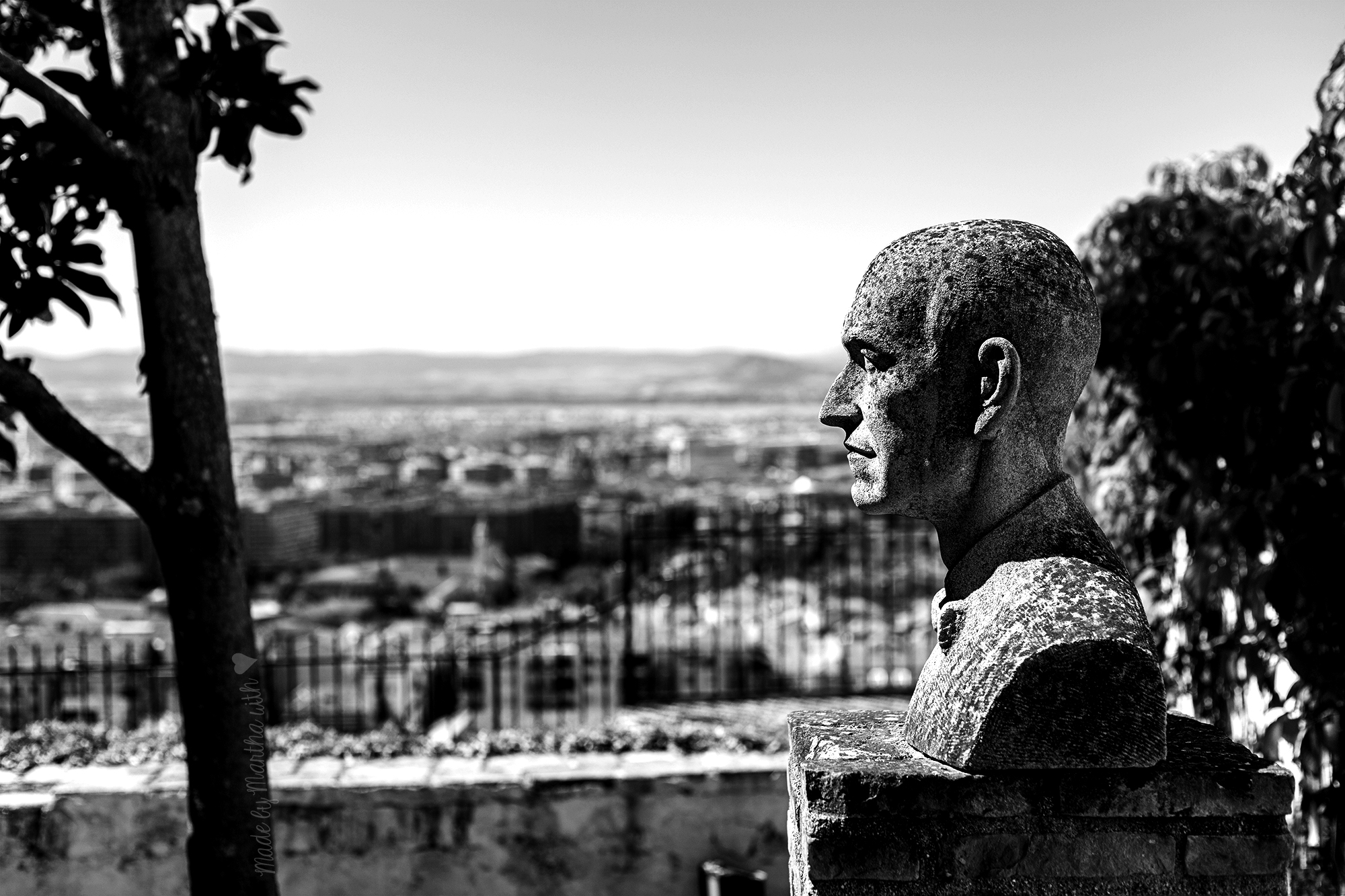
Buste de Manuel de Falla dans le jardin de sa maison-musée de Grenade, sur le flanc de la colline de l'Alhambra. La musique flamenca a été une influence majeure de son œuvre, qu'il théorisa dans un texte programmatique et musicologique publié en 1922 à l'occasion du premier concours de Cante Jondo qu'il organisa avec son ami García Lorca.

Quand un artiste flamenco fait l’expérience de la survenue de ce mystérieux enchantement, on emploie les expressions tener duende (« avoir du duende », ou posséder le duende) ou bien cantar, tocar o bailar con duende (« chanter, jouer ou danser avec le duende »).
En prolongement de ce sens du duende, il existe d'autres termes et expressions caractéristiques du flamenco comme genre artistique et comme mode de vie : cuadro flamenco (groupe de flamenco), tablao flamenco (« cabaret flamenco »), juerga flamenca (« faire la noce en flamenco »), tercio (un set ou une performance flamenca, sachant que le tercio est un « tiers » ou l'une des trois phases, ou actes, de la corrida), quejío (variante andalouse de l'espagnol quejido : « gémissement », « plainte », pour caractériser certains passages du cante), aflamencar (« enflammer », « enflamenquer »), aflamencamiento (« enflammement », « enflamenquement »), flamencología (« flamencologie »), flamenquería (« flamenquerie », « le monde du flamenco »), flamencura (flamencure ou caractère inimitable de ce qui est flamenco, par exemple dans l'expression : « La Lupi (bailaora) a un style inimitable et une flamencura à fleur de peau. »)…

### Définition de García Lorca

#### Leduende, la magie de l'inconscient?

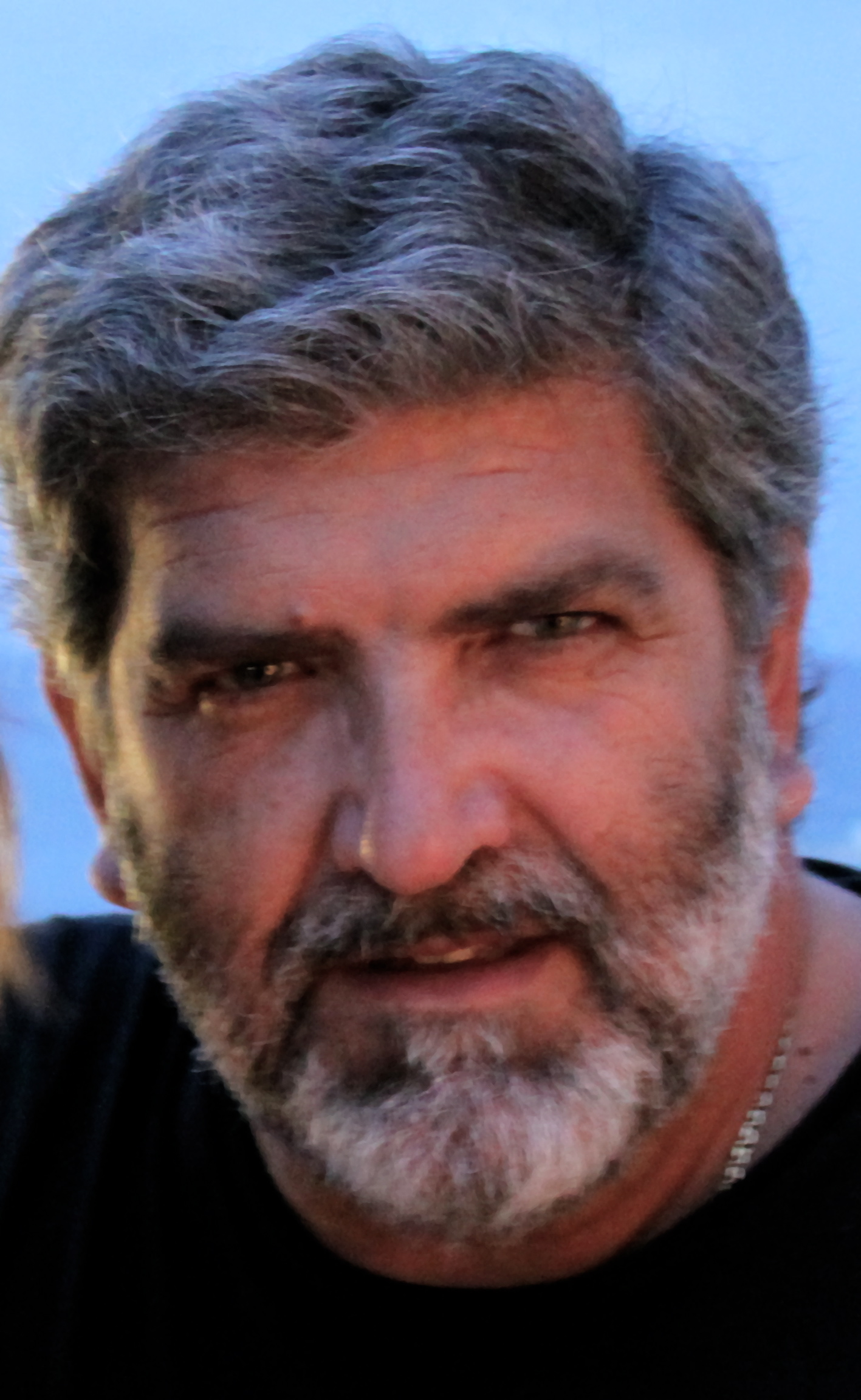
Ignacio Gárate Martínez.

Federico García Lorca, pour sa part, réunit par la même « magie » les deux sens, traditionnel et contemporain, du mot duende : le lutin et la transe. Il fait entrer le terme dans la littérature à travers sa conférence Juego y teoría del duende prononcée en 1930 à La Havane, en 1933 à Buenos Aires et en 1934 à Montevideo. Il y construit, entre « jeu » et « théorie », une poétique du duende qu’il sépare, à travers de nombreux exemples, de la notion de muse et de celle d’ange. Pour le poète, le duende naît de la lutte d’un corps avec un autre qui l’habite et gît endormi dans ses viscères. Quelqu’un se risque à témoigner de la vérité de son rapport avec l’art, convoque l’éveil du duende pour lutter avec lui. Dans cette lutte se disloquent la logique et le sens pour céder la place à une érotique qui possède la fraîcheur des choses qui viennent d’être créées ; mais aussi avec le risque couru, accepté par avance, en l’absence d’inspiration authentique, d’un échec cuisant par la répétition à vide des techniques, comme si le « génie » du flamenco était alors devenu sourd ou avait décidé de rester désespérément silencieux…
Très intéressé par la poétique du duende, Ignacio Gárate Martínez essaie de transcrire cette poétique « lorquienne » (dont il traduit en français la conférence Jeu et théorie du duende), entre autres dans sa pratique psychanalytique. Mais il essaie aussi de donner au terme de duende un statut anthropologique : dans une optique clairement lacanienne, il suggère pour ce concept-carrefour une étroite relation entre « l’impossible du sujet » (du désir inconscient, dans la théorie psychanalytique) « et le sujet de l’impossible » (l'impossibilité de construire une articulation objective de l'art). Et il se prononce à son tour pour faire entrer cette notion dans la langue française parmi les intraduisibles.

#### Le mystère duduendeet l'âme de l'Espagne, l'art d'affronter la mort

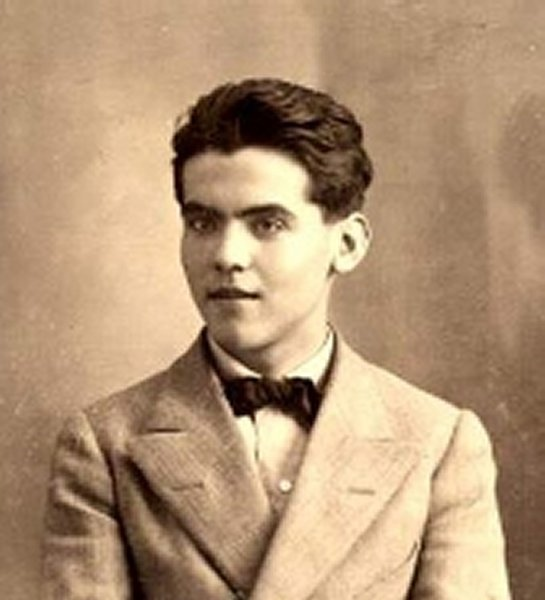
Federico García Lorca (1914). Lorca a consacré au concept de duende une conférence très « inspirée », justement, au début des années 1930, dans plusieurs pays hispanophones d'Amérique latine.

De fait, García Lorca confirme tout d'abord ce caractère ineffable, mais aussi quasiment surnaturel, du duende (comme l'avait indiqué l'Académie royale en 1956 et en 1732), le définissant selon ce mot de Goethe, qu'il répète : « Ce “pouvoir mystérieux que tout le monde ressent et qu’aucun philosophe n’explique” est, en somme, l’esprit de la Terre, ce même duende qui consumait le cœur de Nietzsche, qui le recherchait dans ses formes extérieures sur le pont du Rialto ou dans la musique de Bizet, sans le trouver et sans savoir que le duende qu’il poursuivait était passé des mystères grecs aux danseuses de Cadix ou au cri dionysiaque de la séguedille égorgée de Silverio. »
García Lorca nous invite à pénétrer cet état du duende comme on pénétrerait l'âme espagnole. En parlant du duende, García Lorca veut en fait nous « donner une leçon simple sur l’esprit caché de la douloureuse Espagne. » Ou pour mieux dire « l’esprit caché » de l’Andalousie et, par extension, de l’Espagne. Cette « Espagne [qui] est le seul pays où la mort est le spectacle national, où la mort souffle dans de puissants clairons pour l’éclosion des printemps, et [dont] l’art reste toujours régi par ce duende à l’esprit perçant qui lui a donné sa différence et sa qualité d’invention ».
« Tous les arts, et tous les pays de même, peuvent mobiliser le duende, l’ange et la muse, et comme l’Allemagne a une muse, l’Italie a en permanence un ange, l’Espagne de tout temps est animée par le duende. Pays de musique et de danse millénaires au travers desquelles le duende presse des citrons dès l’aube et comme pays de mort. Comme pays ouvert à la mort. »

#### Leduendecomme combat intime
Pour Lorca, le duende provient donc du sang de l’artiste, presque au sens propre : « C’est dans les ultimes demeures du sang qu’il faut le réveiller ».
Le duende serait ainsi une sorte de « vampirisation qui injecterait un sang neuf à l’âme ». De ce fait, il flirte avec la mort, comme l'Espagne qui l'a fait naître. « En tant que forme en mouvement, García Lorca énonce que “Le duende est pouvoir et non œuvre, combat et non pensée”: là où le duende s’incarne, les notions d’intérieur et d’extérieur n’ont plus lieu d’être ». Si le duende est universel et concerne tous les arts, c’est naturellement dans la musique, le chant, la danse et la poésie lyrique déclamée qu’il se déploie pleinement, puisque ces arts nécessitent un interprète. « Or, le duende n’existe pas sans un corps à habiter ». Personnifié en esprit malicieux, il semble être celui qui se produit, lors des représentations flamenco, drapé dans les gestes des danseuses et les voix des chanteurs, ou dans les feux de la guitare et des palmadas. Il ne peut survenir qu'en présence réelle, lors d'un spectacle vivant, où, de ce fait même, la mort aussi est à l'œuvre : du théâtre au concert, du ballet à la corrida, arts du geste et/ou de la parole, du son, liés au mouvement donc au temps, où vie et mort se mesurent l'une à l'autre, et se défient pour mieux se fondre, comme désir et abandon... Ces formes artistiques « qui naissent et meurent de manière perpétuelle, et haussent leurs contours sur un présent exact ». Alors, « ce minuscule décalage du regard qui donne à voir l’intervalle entre les choses, bouleverse le mode de pensée cartésien », sans être néanmoins étranger à Descartes lui-même, avec son petit démon ou son « malin génie » [voir citations de Lorca plus loin]. (Présentation des éditions Allia, voir bibliographie). 
Dans la métaphore poétique, le duende habite donc les entrailles et tisse une couture diaphane entre la chair et le désir. Il est animé par la voix ou par le geste puisqu’il surgit de l’expérience de l’art flamenco, mais il s’étend à tous les domaines de l’art, à chaque fois qu’il s’agit de faire la différence entre la véritable inspiration et l’imposture. Ce qui suppose pour l'artiste de livrer bataille en soi à l'inauthentique, de vivifier et de désapprendre (comme disait Roland Barthes), dans le même mouvement, toutes les techniques apprises pour laisser s'accomplir le chant pur, pour laisser advenir ce qui ne s'apprend pas, et qui nécessite une intervention quasi-surnaturelle...
Dans le duende de García Lorca, il s’agit donc toujours de possession, d’inspiration et de démon, de combat d’amour de vie et de mort, mais avec des nuances qu’il précise ainsi, choisissant des références, et en rejetant d’autres, le distinguant de la muse et de l'ange comme on l’a déjà dit, mais qu’il faut maintenant explorer plus avant.

#### Leduendecontre le Démon, la Muse et l'Ange
« Aussi, je ne voudrais pas que l’on confonde le duende avec le théologique démon du doute, celui auquel Luther, pris d’un emportement bachique, lança un flacon d’encre à Nuremberg, ou avec le diable catholique, destructeur, de peu d’intelligence, qui se déguise en chienne pour entrer dans les couvents, ou encore avec le singe bavard que porte le Malgesi de Cervantès dans La Maison des jaloux et les Forêts des Ardennes.

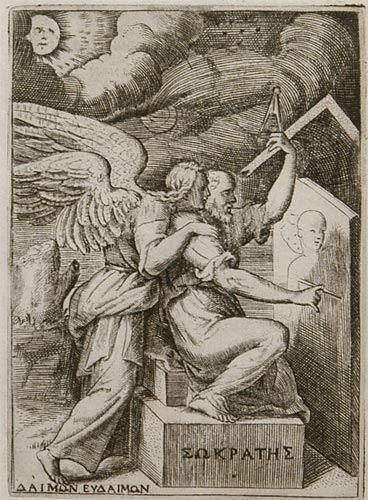
Représentation du daïmon de Socrate.

Non, le duende dont je parle, sombre et vibrant, descend de ce très joyeux démon [le daïmôn ou esprit familier] de Socrate, de marbre et de sel, qui le griffa d’indignation le jour où il prit la ciguë, et du mélancolique petit démon de Descartes, petit comme une amande verte, qui, repus de cercles et de lignes, sortait vers les canaux pour écouter chanter les marins au long cours embrumés.
Pour tout homme, tout artiste, qu’il s’appelle Nietzsche ou Cézanne, chaque barreau de l’échelle qui monte à la tour de sa perfection a pour prix la lutte qu’il livre avec son duende, pas avec son ange comme on l’a dit, ni avec sa muse. Il faut établir clairement cette distinction fondamentale pour l’origine de toute œuvre 
[…] L’ange et la muse viennent du dehors ; l’ange donne des lumières et la muse des formes (Hésiode apprit d’elles). En pains d’or ou en plis de tunique, le poète reçoit des normes dans son petit bosquet de lauriers. Au lieu de cela il faut réveiller le duende dans les coins les plus reculés du sang. Et rejeter l’ange, donner un coup de pied à la muse, dépasser la peur de ce sourire de violette qu’exhale la poésie du XVIIIe siècle et de ce grand télescope dans les lentilles duquel s’est endormie la muse, malade de ses limites.
Avec le duende, c’est d’un vrai combat [intérieur] qu’il s’agit. »

« Tous les arts peuvent mobiliser [/faire apparaître] le duende, mais, comme c’est bien naturel, c’est dans la musique, la danse et la poésie déclamée qu’il trouve un champ propice [/le plus d’espace], car ceux-là demandent un corps vivant pour les interpréter, parce que ce sont des formes qui naissent et meurent en permanence, et dressent leur présence dans un instant absolu. Bien souvent le duende du compositeur passe au duende de l’interprète, et d’autres fois quand le compositeur ou le poète ne sont pas si grands, le duende de l’interprète, et c’est intéressant, crée une nouvelle merveille qui tient, en apparence seulement, au-dedans de la forme primitive. Tel est le cas de Eleonora Duse, au duende puissant, qui recherchait des œuvres sans relief pour les faire triompher grâce à ce qu'elle leur apportait, ou encore le cas de Paganini, éclairci par Goethe, qui transformait en mélodies profondes d'authentiques pièces vulgaires, ou le cas d'une délicieuse jeune fille du port de Sainte Marie que j'ai vue chanter et danser l'horrible refrain italien O Mari! avec un rythme, des silences et une intention qui faisaient, sous la pacotille italienne, se dresser un pur serpent d'or resplendissant.
C'est que, effectivement, ces artistes trouvaient quelque chose de neuf, qui n'avait rien à voir avec les interprétations précédentes, c’est qu'ils introduisaient du sang vif et de la science dans des corps jusque-là vides d'expression. »

#### Pensée magique ou dimension métaphysique? Corps et/ou âme?

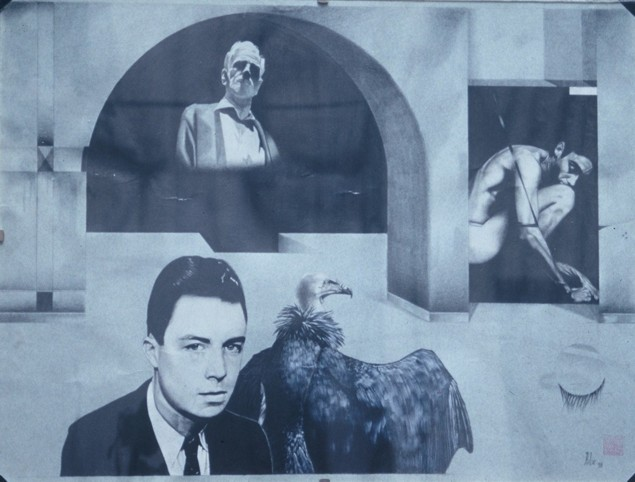
Albert Camus, qui a ressenti la magie du duende au soleil de Tipasa. [Dessin ou photo arrangée d'Eduardo Pola, 1998, "Homenaje (hommage à) Albert Camus"].

Lorca assure donc, on l'a vu, que « pour chercher le duende, il n'existe ni carte ni ascèse. On sait seulement qu'il brûle le sang comme une pommade d'éclats de verre, qu'Il épuise, qu'Il rejette toute la douce géométrie apprise, qu'Il brise les styles, qu'Il s'appuie sur la douleur humaine qui n'a pas de consolation. » El dolor humano que no tiene consuelo: cette « humaine douleur inconsolable » ne saurait être étrangère, on l'a vu, à la conscience de la mort qui marque la condition humaine au sceau du tragique et imprègne toute démarche artistique, particulièrement ici en Espagne, et induit pour Lorca l'expression d'un amour de la vie désespéré et puissamment créatif... 
Conscience de la mort et de l'absurde dans laquelle le duende entr'ouvre une porte, par un ressort semblable à la révolte décrite par Camus, autre méditerranéen tout proche, dans Le Mythe de Sisyphe puis L'Homme révolté, qui permet de sortir du cercle vicieux du seul « problème philosophique vraiment sérieux : [...] le suicide ». Le chant du monde comme un cri relié... L'un et l'autre échafaudant comme une sorte de métaphysique concrète et incarnée, par l'immersion délibérée dans l'immanence sublime de l'instant unique : pour Camus, « étreindre un corps de femme, c'est aussi retenir contre soi cette joie étrange qui descend du ciel vers la mer » ; de même que « [se] jeter dans les absinthes pour [se] faire entrer leur parfum dans le corps [avec] la conscience, contre tous les préjugés, d'accomplir une vérité qui est celle du soleil et sera aussi celle de ma mort » ; et pour Lorca, ce « miracle faisant surgir un enthousiasme quasi religieux. [...] dans tous  les  chants du sud de l'Espagne l'irruption du duende est suivie de cris sincères: "Viva Dios!", appel tendre, profond, humain à une communication avec Dieu par le biais des cinq sens, grâce au duende qui habite la voix et le corps de la danseuse ; évasion réelle et poétique de ce monde [...]. »      
Car la notion de duende élaborée par García Lorca relève presque comme on l'a vu, tout au moins par la mystique poétique, de la pensée magique. Mais elle en appelle aussi à une dimension métaphysique —certes subtile, plus ou moins implicite et peu "canonique"—, dimension à laquelle choisit de renoncer (la mort dans l'âme?) la révolte de Camus. L'un et l'autre néanmoins s'y rejoignent et se joignent au chant du monde par l'aspect holistique qu'invoquent à leurs confins les deux notions, ce lien mystérieux de l'homme avec le cosmos, cette confuse présence, cette adhésion profonde au Tout, ce consentement au réel mort comprise, infatigable célébration du goût de vivre : pour le premier, on l'a vu, ce « “pouvoir mystérieux [du duende] que tout le monde ressent et qu’aucun philosophe n’explique” [Goethe] est, en somme, l’esprit de la Terre ». Quand, pour le second, c'est à Tipasa qu'il ressent et qu'il lui revient de « célébrer les noces de l’homme avec le monde » : Tipasa qui, « au printemps, est habitée par les dieux, et les dieux parlent dans le soleil et l'odeur des absinthes [...] » ; Tipasa où « je vois équivaut à je crois » ; Tipasa où, « dans ce mariage des ruines et du printemps, les ruines sont redevenues pierres [...] comme ces hommes que beaucoup de science ramène à Dieu, beaucoup d'années ont ramené les ruines à la maison de leur mère [la Terre] ». Pour l'un comme pour l'autre, joie immarcescible de l'instant fugace et inouï, qui nourrit « la difficile science de vivre qui vaut bien tout leur savoir-vivre », cet « orgueil de vivre que le monde tout entier conspire à me donner ». 

#### Conclusion
Ainsi, entre le savoir populaire qui  repère le duende avec finesse lorsqu’il advient, puis la poétique « lorquienne » qui l’enracine dans l'âme espagnole de l’extrême Méditerranée comme au cœur de l'humain en le reliant au cosmos, qui le précise en le distinguant de notions proches (la muse, l'ange, le daimôn), et qui l'invite en littérature à une place de choix, et enfin l’anthropologie d’orientation analytique qui lui construit des ponts conceptuels avec les théories de l’art, le duende devient en effet une notion tout à fait particulière, dont la singularité même justifie le caractère intraduisible et l’importation directe dans les langues anglaise et française déjà évoquée.

### Tauromachie

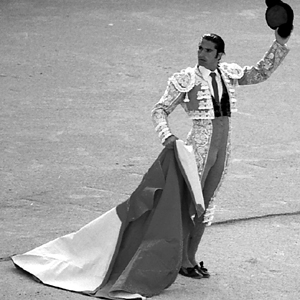
Javier Conde avec la cape.

Le terme duende, spécifique donc du vocabulaire du flamenco à l'origine, et qui traduit comme on l'a vu un état de transe lors de l'exécution d'un cante, d'un baile ou d'un toque, a été repris dans le lexique de la corrida, où le duende qualifie l'état d'inspiration, le génie du torero « artiste » qui, bien qu’exécutant une figure traditionnelle, une passe de muleta ou de cape (un lance de capote) dûment répertoriée, y ajoute une touche éminemment personnelle et créative, extraordinaire de courage ou de grâce.
La corrida est une source fréquente d'inspiration pour le flamenco, et réciproquement ! Certains chanteurs de flamenco ont entretenu des liens d'amitiés avec des toreros, comme Manuel Torre avec Rafael El Gallo. Manolo Caracol fut une proche relation de Manolete, et Camarón de la Isla dédia son album Arte y Majestad, par admiration, à son ami le matador Curro Romero. Sans oublier le mariage récent de la chanteuse Estrella Morente, très connue/reconnue dans le monde du flamenco (et fille du maestro Enrique Morente), avec le célèbre matador de Malaga, Javier Conde (elle a d'ailleurs participé au spectacle préludant à certaines corridas).

## Exemples d'artistes flamencos «qui ont leduende»
Le duende peut désigner donc des moments de grâce assez rares. Mais il peut aussi s'attacher plus généralement à la personne de certains artistes qui « ont le duende », quand d'autres, même de très bons « faiseurs », ne l'ont pas. Laissons la parole aux écrivains pour décrire ces artistes exceptionnels réputés « avoir beaucoup de duende ».

### Leduendede La Niña de los Peines vu par García Lorca

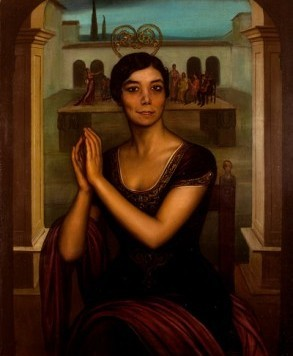
La Niña de los Peines.

García Lorca, fin connaisseur et chantre fervent du flamenco, éprouvait une grande admiration et même de l'affection pour La Niña de los Peines, l'une des plus fameuses cantaoras (« chanteuse de flamenco ») du XXe siècle. Écoutons-le raconter la survenue de ce duende dont il fut l'ardent témoin lors d'un spectacle de celle-ci, lorsque, poussée dans ses derniers retranchements par la communion avec un public exigeant, elle est amenée par la transe dans une sorte d'état second où peut enfin affleurer, au travers des tremblements, de la fêlure de sa voix, l'inconscient collectif de son peuple flamenco. État second qui lui permet par là même de transcender sa technique, de bousculer les canons habituels du cante pour laisser s'exprimer la quintessence de son art, dans sa forme à la fois la plus pure, la plus profonde, la plus douloureuse, et la plus inédite par « déconstruction » : « tuer l'échafaudage de la chanson » comme le dit ci-dessous Lorca. Juste après ce passage, Lorca explique en effet : 
« La survenue du duende présuppose toujours un changement radical de toutes les formes. Sur des cartes anciennes, elle donne des sensations de fraicheur toute neuve, comme celle d’une rose tout juste épanouie, d'un miracle faisant surgir un enthousiasme quasi religieux ». Mais, ajoute Lorca, « cela ne peut se répéter, jamais. Il est important de le souligner. Le duende ne se répète pas, comme ne se répètent pas les vagues de la mer formées au cours des tempêtes ». Le surgissement du duende fait donc de l'interprétation de la cantaora la version à la fois la plus inouïe, la plus innovante de cette chanson, et quand même aussi la plus archaïque, comme une nouvelle genèse de son art, à chaque fois ; en un mot, donc, la plus authentique, et le public d'ailleurs, ne s'y trompe pas :

« Un jour la cantaora Pastora Pavón, la Niña de los Peines, sombre génie hispanique égal en puissance d'imagination à Goya ou à Rafaël el Gallo, chantait dans une petite taverne de Cadix. Elle jouait avec sa voix sombre, sa voix d'étain en fusion, sa voix couverte de mousse, elle l'enroulait de ses cheveux ou la trempait dans le manzanilla, ou la perdait dans d'obscurs et lointains fouillis inextricables. Mais rien n’y faisait ; tout était inutile. Les auditeurs restaient muets. Pastora Pavón finit de chanter au milieu du silence. Seul, sarcastique, un tout petit homme, de ces petits hommes dansants qui jaillissent soudain des bouteilles d'eau de vie, dit d'une voix très basse : “¡ Viva Paris !” Comme s'il disait : “Ici on n'a que faire de l'habileté, de la technique, de la maestria, ce qui nous importe c'est autre chose.” Alors, la Niña de los Peines se leva comme une folle, brisée comme une pleureuse médiévale, elle but d'un trait un grand verre d'eau-de-vie, de feu anisé de Cazalla, puis s'étant rassise se remit à chanter, sans voix, sans souffle, sans modèles, la gorge embrasée, mais… avec duende. 
Elle était parvenue à tuer l'échafaudage de la chanson, pour laisser passer un duende furieux et dominateur, ami des vents chargés de sable, qui poussa le public à déchirer ses vêtements, au même rythme presque que celui des noirs des Antilles du rite Lucumi pelotonnés devant une statue de Sainte Barbe.
La Niña de los Peines se dut de déchirer sa voix car elle savait que l'écoutaient des gens raffinés qui ne demandaient pas des apparences mais la moelle des apparences, une musique pure à l'enveloppe si ténue qu'elle peut demeurer suspendue dans l'air. Elle dut se dépouiller de son habileté et de ce qui assurait sa sécurité ; autrement dit, elle dut chasser sa muse et s'exposer, fragilisée, afin que son duende se présente et daigne lutter sans retenue. Quel chant ! Sa voix ne jouait plus, sa voix coulait comme un flot de sang anobli par la douleur et par la sincérité qui la poussa à s'ouvrir comme une main de dix doigts projetée par les pieds cloués, torturés, d'un Christ de Juan de Juni,. »

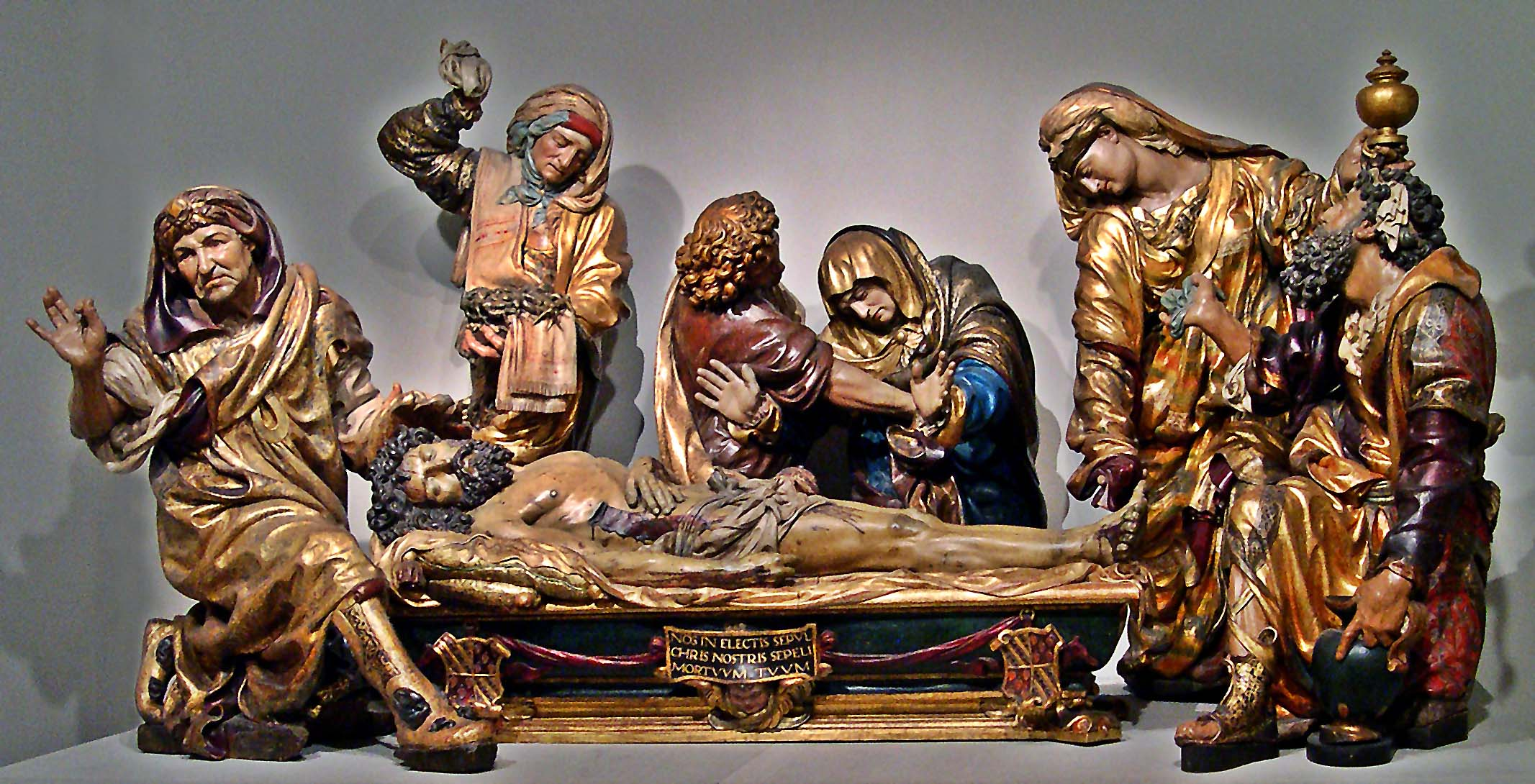
Juan de Juni : Santo Entierro (Mise au sépulcre), Musée national de la sculpture de Valladolid (vers 1570).

### Leduendede Paco de Lucía vu par Caballero Bonald

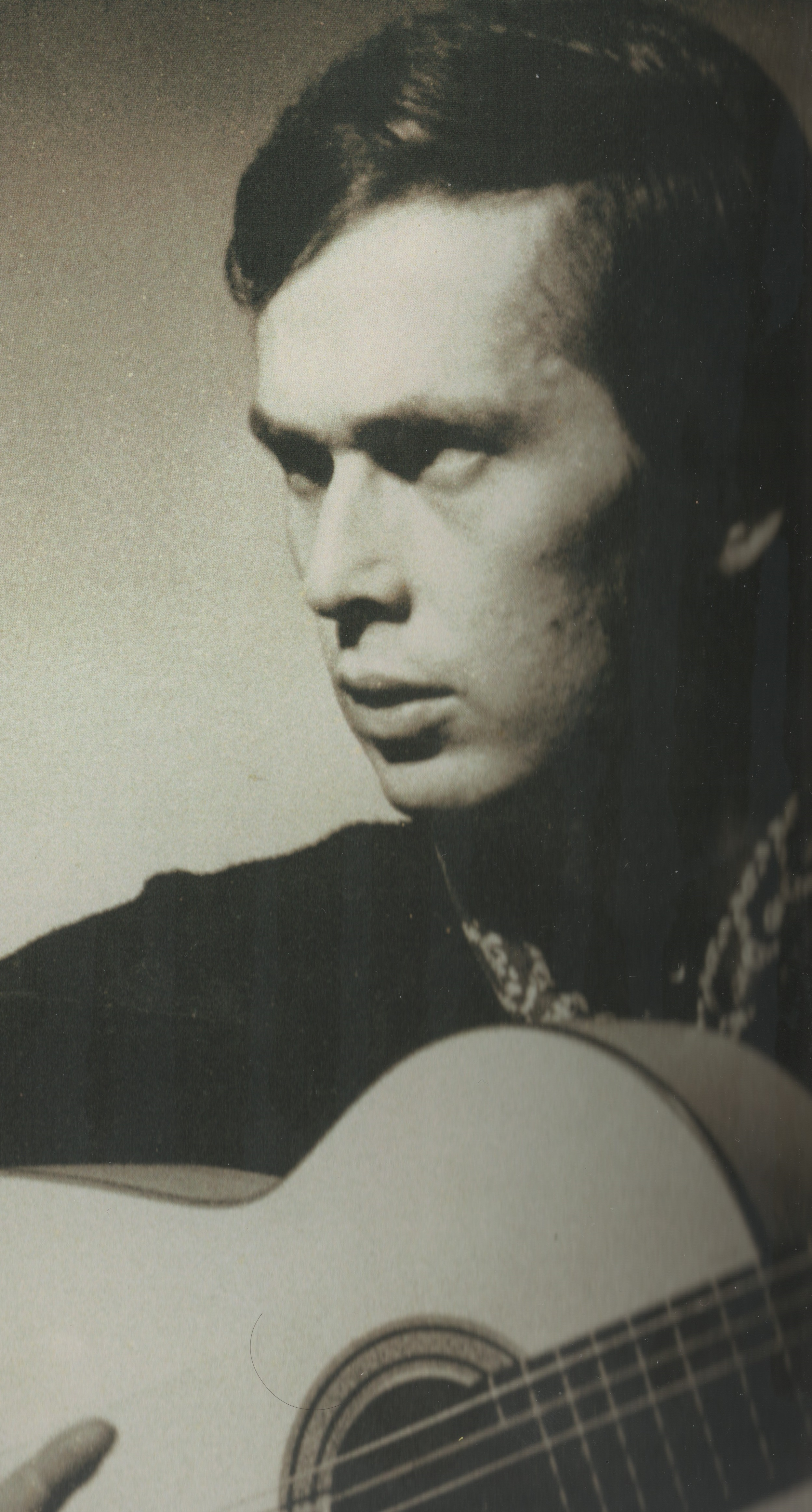
Paco de Lucía en 1972.

Au lendemain exact de la mort, le 25 février 2014, de Paco de Lucía, l'écrivain espagnol José Manuel Caballero Bonald (prix Cervantes de littérature)  tente d'identifier puis de caractériser dans le journal El País le talent sans pareil et presque mystérieux du fameux guitariste et réformateur du flamenco. Pour ce faire, il est lui aussi contraint de faire appel à l'esthétique du duende. Elle seule, pour lui, peut expliquer la réussite de Paco face au défi impossible qui était le sien : tenir en même temps l'exigence technique et l'expression maximum, atteindre à une virtuosité presque « transcendante » (comme Liszt avec ses Études d'exécution transcendante) sans rien sacrifier de l'émotion. Pour Caballero, cet objectif de mettre de la « sensibilité » au sein d'une perfection technique qui risquerait la froideur, cette tension extrême est au cœur de la musique de Paco de Lucía :

« […] Sa technique était impeccable, d’une perfection irréelle même, mais il lui fallait aller plus loin encore : il souhaitait subordonner la technique à la sensibilité, assujettir le langage à son potentiel créateur en liberté. […] Paco de Lucía faisait preuve d'un véritable “virtuosisme” énigmatique, imprévisible par moments, littéralement inscrit dans un système expressif que l’on pourrait appeler — empruntant un terme certes trop galvaudé — l’esthétique du duende. Par-là se profile le prodige de parvenir là où personne n’est jamais allé, à une situation limite où la nouveauté [la fraîcheur] n’a d’égale que l’évidence et la clairvoyance. Jouer de la guitare pour Paco de Lucía cela consistait à mettre à nu l’intimité. Et dans cette intimité se joignaient avec une égale lucidité la connaissance et l’intuition, la science apprise et le divinatoire, une sorte de synthèse créatrice exactement accomplie. Je ne me réfère pas ici à ses falsetas [solos de guitare intercalés entre les strophes du cante], c’est-à-dire à ces inoubliables  filigranes ornementaux avec lesquels il avait coutume d’accompagner le cante, mais à l’exigeante structure mélodique, à l’exquise plénitude de son œuvre de soliste. […] Il aimait la musique avec la même honnêteté que ce qu’il adorait la vie. Avec lui, la guitare flamenca est parvenue à un sommet, a atteint un niveau d’aboutissement, ou plus exactement de vertu extrême que l’on pourrait aussi appeler — comme je l’ai pointé plus haut — une situation limite. Tout le reste est silence. »

— José Manuel Caballero Bonald, extrait traduit par nos soins de La potencia musical del flamenco (« La puissance musicale du flamenco »), 26 février 2014.